# The Narrows

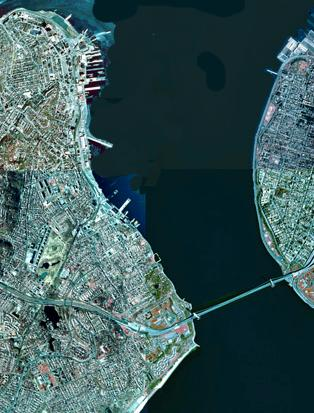
The Narrows visto do espaço.

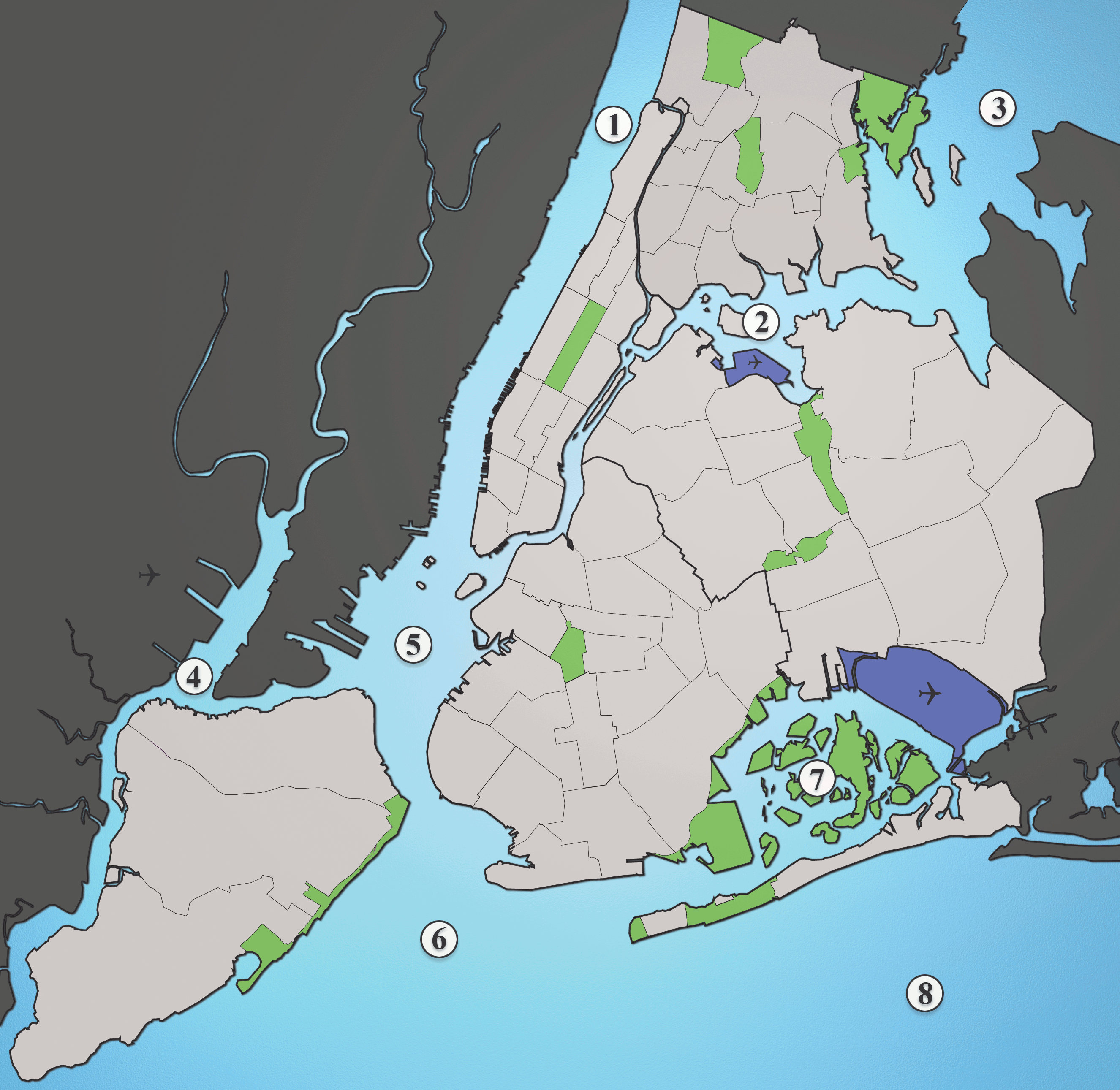
Vias aquáticas de Nova Iorque: 1. Rio Hudson, 2. Rio East, 3. Long Island Sound, 4. Baía de Newark, 5. Upper New York Bay, 6. Lower New York Bay, 7. Jamaica Bay, 8. Oceano Atlântico

O The Narrows ou simplesmente Narrows é um estreito que separa os distritos do Brooklyn e Staten Island em Nova Iorque, e também a entrada para a o Porto de Nova Iorque e a foz do rio Hudson. É a principal entrada marítima para a cidade de Nova Iorque, separando a Upper New York Bay da Lower New York Bay.
Acredita-se que os The Narrows tenha se formado há mais de 6000 anos, no final da última era glacial. O primeiro europeu atravessar o estreito foi Giovanni da Verrazano em 1524. 
Em agosto de 1776 o exército britânico, comandado por William Howe, atravessou o estreito e desembarcou em Brooklyn, onde foi surpreendido por George Washington na Batalha de Long Island.
Em 1964 foi construída a Ponte Verrazano-Narrows, que foi a maior ponte suspensa do mundo até 1981.